# Il marchese del grillo
Il marchese del grillo är en italiensk-fransk komedifilm från 1981 i regi av Mario Monicelli.

## Utmärkelser
Filmen vann Silverbjörnen för bästa regi vid filmfestivalen i Berlin 1982.

## Roller (urval)
- Alberto Sordi – Markis Onofrio del Grillo / Gasperino
- Paolo Stoppa – påve Pius VII
- Caroline Berg – Olimpia Martin
- Riccardo Billi – Aronne Piperno
- Flavio Bucci – Don Bastiano
- Camillo Milli – kardinal Giulio Gabrielli
- Cochi Ponzoni – Conte Rambaldo
- Marc Porel – kapten Blanchard
- Pietro Tordi – Monsignore del Grillo
- Leopoldo Trieste – Don Sabino
- Marina Confalone – Camilla
- Jacques Herlin – general Rabet